# ویکتور (کلرادو)
ویکتور (به انگلیسی: Victor) شهری در ایالت کلرادو کشور ایالات متحده آمریکا است که جمعیت آن در سرشماری سال ۲۰۱۰ میلادی، ۳۹۷ نفر بوده‌است.

## نگارخانه

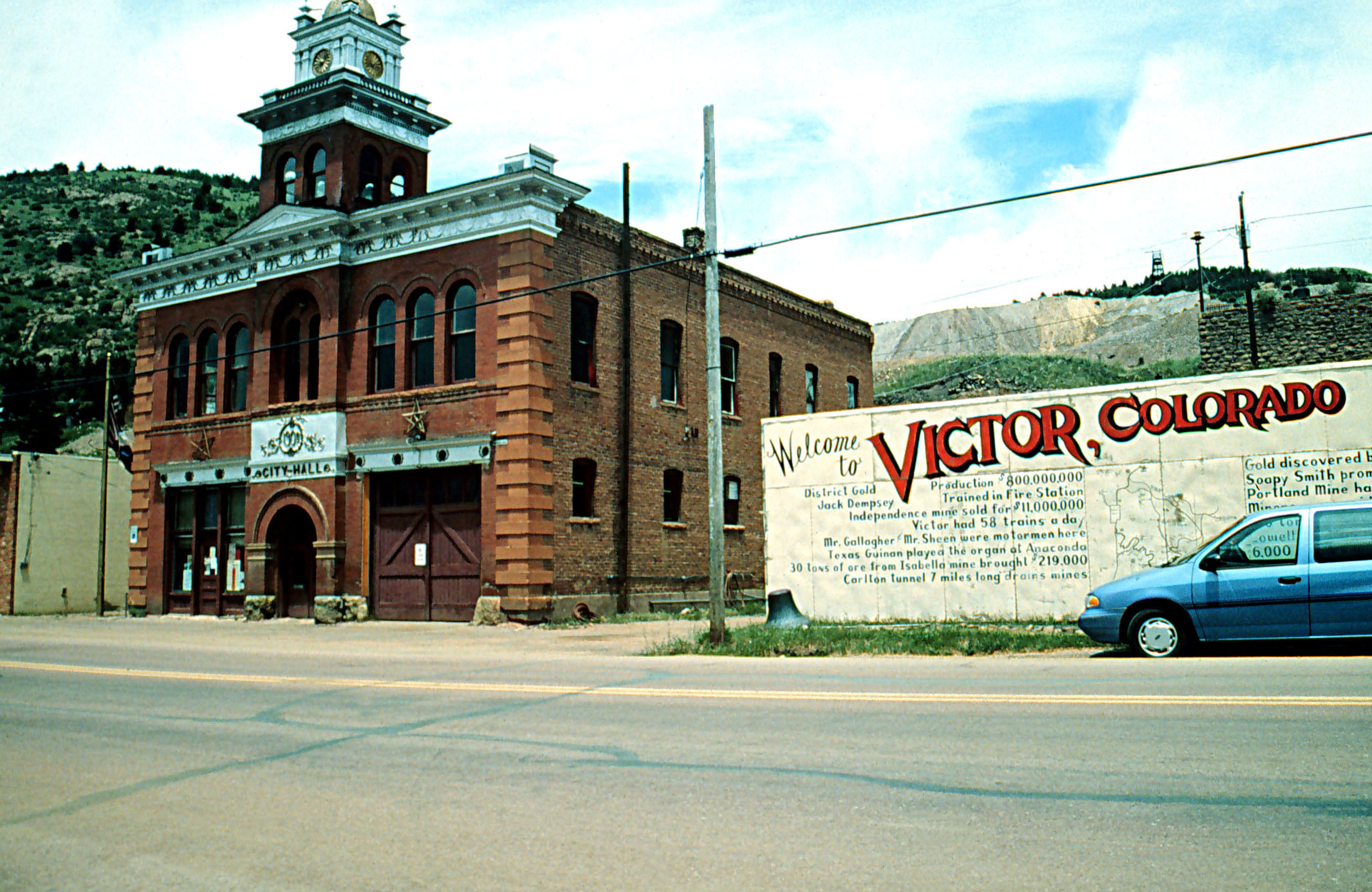
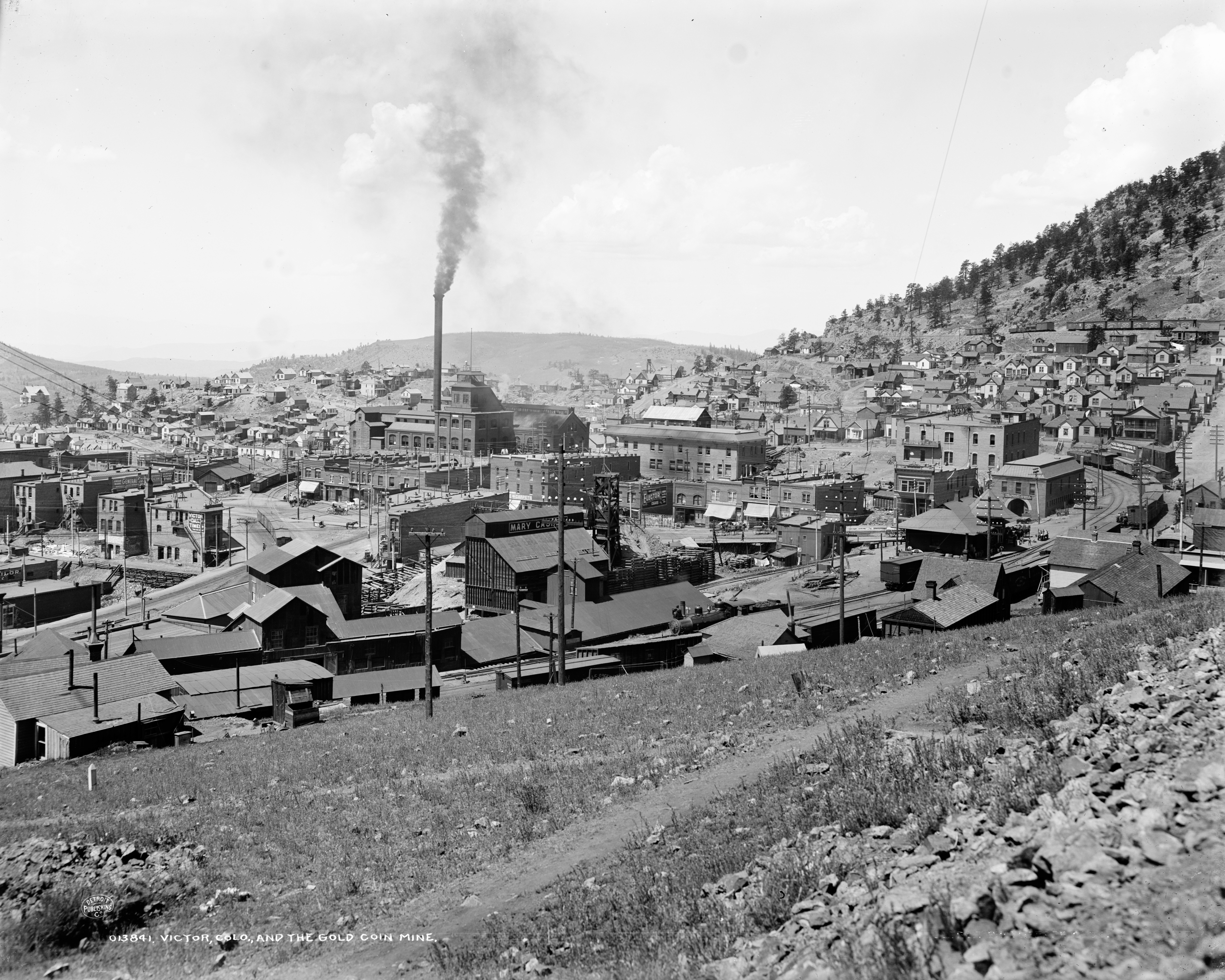